# Германско-суринамские отношения
Германско-суринамские отношения — двусторонние дипломатические отношения между Германией и Суринамом.

## История
Двусторонние отношения в целом беспроблемные. Развитие отношений осуществляется главным образом в виде сотрудничества в целях развития и осуществления культурных проектов, а также в рамках Организации Объединённых Наций. С 2012 года между Суринамом и Европейским союзом (ЕС) проводится ежегодный политический диалог. Двусторонняя торговля между странами постоянно растёт в течение последних нескольких лет, но её потенциал ещё не полностью реализован. В 2013 году германская энергетическая компания RWE приобрела права на частичную разведку месторождений газа и нефти в прибрежных водах Суринама. В области сотрудничества в целях развития Суринам имеет косвенные связи с Германией через германские соглашения с Карибским сообществом (КАРИКОМ), причем сотрудничество сосредоточено на устойчивом экономическом развитии, содействии использованию возобновляемых источников энергии и адаптации к изменению климата. Кроме того, Германия оказывает помощь в регионе посредством реализации микропроектов.

## Дипломатические миссии
- Свои интересы в Германии Суринам реализует через посольство в Гааге (Нидерланды)[2].
- Интересы Германии в Суринаме представлены через посольство в тринидадском городе Порт-оф-Спейн. Корнелис Дилвег занимает должность почетного консула в консульстве Германии в Парамарибо[1].